# The Darkness (Computerspiel)
The Darkness ist ein vom schwedischen Studio Starbreeze Studios entwickelter und 2007 von 2K Games veröffentlichter Ego-Shooter für PlayStation 3 und Xbox 360. Es basiert auf dem gleichnamigen Comic The Darkness von Marc Silvestri, David Wohl und Garth Ennis.

## Handlung
Der Spieler schlüpft in die Rolle von Jackie Estacado, Sprössling einer Familie, deren Blutlinie seit Generationen von einer dämonischen Kraft durchzogen ist, die allgemein nur „die Finsternis“ (englisch: The Darkness) genannt wird. Taggenau an seinem 21. Geburtstag ergreift diese dämonische Macht Besitz von Jackie und verleiht ihm übernatürliche Fähigkeiten. Jackie, der an diesem Tag von den Killern des New Yorker Gangsters Paulie Franchetti umgebracht werden soll, richtet unter seinen Henkern ein Gemetzel an und beginnt mit den Kräften der Finsternis und genreüblichen Waffen ausgestattet, die Organisation Franchettis zu zerstören. Aus Rache lässt Franchetti Jackies altes Waisenhaus zerstören. Franchettis Vollstrecker ermordet außerdem Jackies Lebensgefährtin und Freundin aus Jugendtagen, Jenny Romano. Jackie, der von seiner dämonischen Macht daran gehindert wurde, Jenny zu retten, begeht aus lauter Kummer Selbstmord. Er erwacht in der sogenannten Otherworld, einer von Schützengräben durchzogene Erster-Weltkriegs-Hölle, in der er seinen Urgroßvater Anthony „Tony“ Estacado trifft, der ihm offenbart, dass er den Fluch über die Familie gebracht habe und was Jackie tun müsse, um wieder seine Freiheit zu erlangen.
Die Stimme der Finsternis wird im englischen Original von Mike Patton, Sänger der Band Faith No More, gesprochen.

## Spielprinzip
The Darkness ist ein levelbasierter Ego-Shooter. Als Waffen stehen sowohl reguläre Schusswaffen als auch die übernatürlichen Kräfte der Darkness zur Verfügung.

## Entwicklung

### Entstehung
Nach Beendigung der Arbeiten an The Chronicles of Riddick: Escape from Butcher Bay kündigte Starbreeze zusammen mit dem amerikanischen Publisher Majesco Entertainment im November 2004 die Entwicklung eines Konsolenspiels für die kommende Konsolengeneration an. Im März 2005 wurde das Spiel als Softwareadaption des Comics The Darkness enthüllt. Da Majesco aber finanziell ins Straucheln geriet, veräußerte der Publisher die Publishingrechte zusammen mit denen von Ghost Rider im Dezember 2005 für acht Millionen US-Dollar an einen zunächst nicht genannten Publisher, der sich im März 2006 als Take Two bzw. dessen Publishingarm 2K Games herausstellte.

### Synchronisation
| Rolle                   | englischer Sprecher |
| ----------------------- | ------------------- |
| Jackie Estacado         | Kirk Acevedo        |
| The Darkness            | Mike Patton         |
| Paulie Franchetti       | Dwight Schultz      |
| Jenny Romano            | Lauren Ambrose      |
| Cpt. Eddie Shrote       | Jim Mathers         |
| Anthony „Tony“ Estacado | Kirk Baltz          |

### Altersfreigabe, Indizierung und Veränderungen der deutschen Version
Die internationale Version des Spiels beinhaltet verfassungsfeindliche Symbole (Hakenkreuze), die sich allerdings nur in den freispielbaren Comics befinden. Im regulären Spielverlauf sind diese nicht zu sehen. In Europa trifft dies außerdem lediglich auf die Xbox-360-Version zu, da die PS3-Version später erschien und die Zwischenzeit zur nachträglichen Entfernung der Hakenkreuze in den EU-Versionen genutzt wurde.
Die USK erteilte dem Spiel in der geschnittenen deutschen Fassung eine Freigabe ab 18 Jahren. In Österreich und der Schweiz wurde eine ungekürzte deutschsprachige Version veröffentlicht, welche das PEGI-Logo (18+) trägt. Die nicht geschnittenen Versionen sind mittlerweile indiziert und dürfen somit in Deutschland zwar noch an Volljährige verkauft, allerdings nicht mehr öffentlich beworben werden.
Bei der geschnittenen Versionen wurden folgende Änderungen vorgenommen:
- Entfernung der Blutspritzer und -flecken (betrifft auch Leveldesign und Zwischensequenzen), sowie der Bluteffekte der Darkling-Moves
- Entfernung der Schadenstexturen
- Entfernung brennender sowie sich am Boden windender Gegner
- Entschärfung der Ragdoll-Physik
- Entschärfung des Aufspießens mit dem Dämonenarm
- Rausgerissene Herzen wurden durch Seelen ersetzt (entsprechende Animationen wurden nicht angepasst)
- Reduzierung von 27 auf 20 kampfentscheidende Moves
- Entfernung der verbotenen Bonusinhalte (Option bleibt stehen, Inhalt wurde entfernt und durch ein „Lädt...“ ersetzt)

## Rezeption
Das Spiel erhielt positive Kritiken (Metacritic: 82 von 100 (Xbox 360) / 80 (PS3)). IGN bewertete The Darkness mit 77 %, GameSpot mit 85 %.
Das deutsche Magazin GamePro vergab eine Wertung von 93 von 100 möglichen Punkten. 4Players bewertete es mit 86 %.
2007 war The Darkness bei den British Academy Video Games Awards in der Kategorie Story and Character nominiert.

## The Darkness II
Am 8. Februar 2011 kündigte Publisher 2K Games offiziell The Darkness II an. Der Nachfolger wurde von dem kanadischen Studio Digital Extremes entwickelt und erschien am 10. Februar 2012 in Europa für Windows, PlayStation 3 und Xbox 360. Für eine USK-Freigabe wurde die deutsche Fassung abermals vom Hersteller drastisch gekürzt. Die Handlung wurde erneut von Paul Jenkins verfasst, auch kehrte Mike Patton als Synchronsprecher zurück. Anders als der Vorgänger bietet das Spiel jedoch keine offene Welt und setzt zudem auf eine comicähnliche Cel-Shading-Grafik statt auf die düstere Optik des Vorgängers. Die Fachpresse bewertete The Darkness II überwiegend gut, allerdings konnte der Nachfolger nicht ganz mit dem Erstling mithalten: Der Metascore beläuft sich auf 77 (PC), 79 (PS3) und 80 (Xbox 360). Trotz positiver Wertungen verkaufte sich das Spiel enttäuschend, weshalb ein geplanter DLC eingestellt wurde. Die Entwicklung eines dritten Teils wurde ebenfalls aufgegeben, obwohl die Geschichte offen endet (Cliffhanger).